# Pin Cushion
Pour plus de détails, voir Fiche technique et Distribution.
Pin Cushion est un film britannique écrit et réalisé par Deborah Haywood, qui est son premier film. Le film est sorti au Royaume-Uni le 13 juillet 2018 et a eu sa première le 31 août 2017 à la Mostra de Venise.
Le film fait partie des dix films en compétition pour l'ArteKino Festival qui se déroule pendant le mois de décembre 2018.

## Synopsis
Une mère et sa fille, Lyn et Iona (alias Débile 1 et Débile 2) sont impatientes de commencer leur nouvelle vie dans une petite ville anglaise des Midlands. Déterminée à réussir après des débuts difficiles à sa nouvelle école, la maladroite Iona devient la « meilleure amie » de Keely, Stacey et Chelsea. Habituée à avoir Iona seulement pour elle-même, Lyn se sent délaissée et essaye sans succès de se faire ses propres amis en commençant par Belinda, sa voisine peu souriante. Bien que Lyn et Iona fassent comme si tout allait pour le mieux, Iona est en difficulté avec ses camarades de classe qui se comportent de moins en moins comme des amies, pendant que Lyn est traitée avec divers degrés d'indifférence par les voisins et un soi-disant groupe de soutien.

## Fiche technique
- Titre original : Pin Cushion
- Année de production : 2017
- Réalisation : Deborah Haywood
- Scénario : Deborah Haywood
- Décors :
- Costumes :
- Photographie : Nicola Daley
- Son : Hyacinthe Lapin
- Montage : Anna Dick, Nick Emerson
- Musique : Natalie Holt
- Production : Gavin Humphries, Maggie Monteith
- Sociétés de production :
- Société de distribution :
- Budget :
- Pays d'origine :  Royaume-Uni
- Langue originale : anglais
- Format : couleur
- Genre : drame
- Durée : 82 minutes
- Dates de sortie :
  -  Royaume-Uni : 13 juillet 2018

## Distribution
- Lily Newmark : Iona
- Joanna Scanlan : Lyn
- Bethany Antonia : Chelsea
- John Henshaw : Percy
- Isy Suttie : Anne
- John Albasiny : M. Waters

## Production
Pin Cushion a été filmé dans la ville d'origine de Haywood, Swadlincote, dans le South Derbyshire, avec des endroits incluant l’intérieur de Gresley Old Hall à Church Gresley, l’intérieur et l’extérieur de la Pingle Academy, l’extérieur de la mairie ainsi qu’au Burton Queen’s Hospital.

## Accueil
Pin Cushion a reçu des avis positifs des critiques. Sur le site Rotten Tomatoes, le film obtient un avis positif de 89 %, basé sur 36 avis avec une note moyenne de 7,1/10.
Le film est décrit par le journal The Guardian comme étant « une extase de misère comique noire et d'horreur de dessin animé » (« ecstasy of black comic misery and cartoon horror »).